# Hiroshi Amano

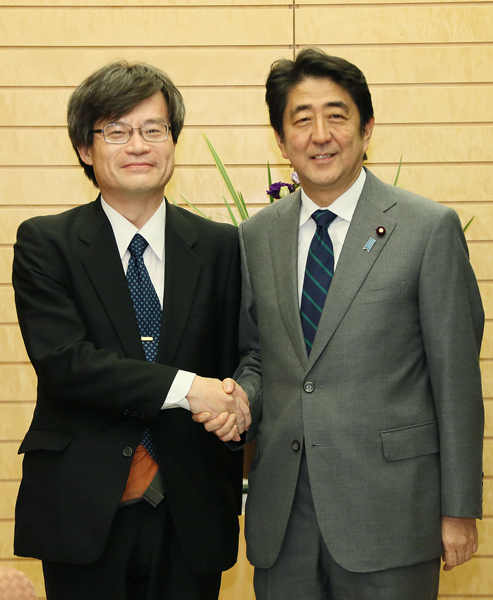
Avec Shinzō Abe (à la résidence officielle du Premier ministre le 22 octobre 2014)

Hiroshi Amano (天野 浩, Amano Hiroshi) est un physicien japonais né le 11 septembre 1960 à Hamamatsu dans la préfecture de Shizuoka, co-lauréat du prix Nobel de physique 2014 avec Isamu Akasaki et Shuji Nakamura, pour l'invention de diodes électroluminescentes bleues efficaces. Il est membre de Académie nationale d'ingénierie des États-Unis.

## Carrière
De 1988 à 1992, il était associé de recherche à l'université de Nagoya. En 1992, il a déménagé à l'université Meijo, où il était professeur adjoint. De 1998 à 2002, il était professeur agrégé. En 2002, il est devenu professeur. En 2010, il a rejoint la Graduate School of Engineering de l'université de Nagoya, où il est actuellement professeur.
Il a rejoint le groupe du professeur Isamu Akasaki en 1982 en tant qu'étudiant de premier cycle. Depuis, il a fait des recherches sur la croissance, la caractérisation et les applications de dispositifs de semi-conducteurs de nitrure du groupe III, qui sont bien connus comme matériaux utilisés dans les diodes électroluminescentes bleues. En 1985, il développe des couches tampons déposées à basse température pour la croissance de films semi-conducteurs de nitrures du groupe III sur un substrat de saphir, ce qui conduit à la réalisation de diodes électroluminescentes et de diodes laser à base de semi-conducteurs. En 1989, il a réussi à développer du GaN de type p et à fabriquer pour la première fois au monde une diode électroluminescente UV / bleue à base de GaN de type p-n-jonction.
Connu pour être passionné par la recherche, le laboratoire d'Amano était toujours allumé tard le soir, comme les jours de semaine, les jours fériés, le jour de l'an, et était appelé "no night castle". Selon ses étudiants dans le laboratoire, Amano avec une personnalité optimiste et tempérée, les gens ne l'ont jamais vu être en colère,.
Il travaille avec l'entreprise française Aledia basée à Minatec (Grenoble) lorsqu'il apprend sa nomination comme lauréat du prix Nobel.

## Publications sélectionnées
- H. Amano, N. Sawaki, I. Akasaki & Y. Toyoda, Appl. Phys. Lett. 48, 353 (1986).
- H. Amano, I. Akasaki, T. Kozawa, K. Hiramatsu, N. Sawaki, K. Ikeda & Y. Ishii, J. Lumin. 40 &41, 121 (1988).
- H. Amano, M. Kito, K. Hiramatsu, & I. Akasaki, Jpn. J. Appl. Phys. 28, L2112 (1989).
- H. Murakami, T. Asahi, H. Amano, K. Hiramatsu, N. Sawaki & I. Akasaki, J. Crystal Growth 115, 648 (1991).
- K. Itoh, T. Kawamoto, H. Amano, K. Hiramatsu & I. Akasaki, Jpn. J. Appl. Phys. 30, 1924 (1991).
- I. Akasaki, H. Amano, K. Itoh, N. Koide & K. Manabe, Int. Phys. Conf. Ser. 129, 851 (1992).
- I. Akasaki, H. Amano, S. Sota, H. Sakai, T. Tanaka & M. Koike, Jpn. J. Appl. Phys. 34, L1517 (1995).